# Анселм Викториан Фугер фон Кирхберг-Вайсенхорн
Анселм Викториан Якоб Раймунд Йохан Непомук Фугер фон Кирхберг-Вайсенхорн (на немски: Anselm Victorian Jakob Raymund Johann Nepomuk Fugger von Kirchberg und Weissenhorn; * 14 август 1729, Бабенхаузен, Швабия; † 7 юли 1793, Бабенхаузен) е граф на Фугер-Кирхберг-Вайсенхорн, господар на Бабенхаузен, Веленбург, Бибербах и Бос, Швабия.

## Произход
Той е син на граф Йохан Якоб Александер Сигизмунд Рудолф Фугер фон Кирхберг-Вайсенхорн-Бос (1691 – 1759) и съпругата му графиня Мария Катарина Еуфемия фон Тьоринг-Щайн (1698 – 1771), дъщеря на граф Франц Гуидобалд фон Тьоринг (1666 - 1722) и графиня Мария Анна Мехтилд фон Турн и Таксис († 1704). Внук е на граф Йохан Рудолф Фугер фон Кирхберг-Вайсенхорн (1658 – 1693) и Йохана Катарина фон Валдбург-Цайл (1658 – 1732). По бащина линия той произлиза от Антон Фугер (1493 – 1560) и неговия син Якоб III Фугер (1542 – 1598) от Аугсбург.
Анселм Фугер фон Кирхберг-Вайсенхорн умира на 63 години на 7 юли 1793 г. в Бабенхаузен. Син му Анселм Мария Фугер фон Бабенхаузен става 1803 г. първият имперски княз на Фугер-Бабенхаузен в Долен Алгой в Бавария.

## Фамилия
Анселм Фугер фон Кирхберг-Вайсенхорн се жени на 24 януари 1762 г. във Волфег за фрайин Мария Валпургис Габриела Тереза Каролина Евзебия фон Валдбург, графиня цу Волфег, Райхсербтруксесин (* 5 юли 1740, Волфег; † 27 ноември 1796), дъщеря на граф Йозеф Франц Леодегар Антон Евзебиус фон Валдбург-Волфег (1704 – 1774) и алтграфиня Анна Мария Луиза Шарлота фон Залм-Райфершайт-Дик (1712 – 1760). Те имат 13 деца:
- Мария Еуфемия Йозефа Валпурга Алойзия Кресценция Фугер-Кирхберг-Вайсенхорн-Бабенхаузен (* 29 ноември 1762, Бабенхаузен; † 26 март 1835, Вайсенхорн), омъжена във Вайсенхорн на 20 юни 1784 г. за граф Антон Йозеф Фугер фон Кирхберг-Вайсенхорн (* 1 март 1750; † 8 февруари 1790, Вайсенхорн)
- Мария Валбурга Йозефа Йохана Непомуцена Катарина Алойзия Кресценция Фугер-Кирхберг-Вайсенхорн (* 21 ноември 1763; † 4 февруари 1764)
- Йозеф Анселм Йохан Непомук Якоб Франц Ксавер Руперт Викториан Алойзиус (* 29 март 1764; † 2 април 1765)
- Анселм Мария Йозеф Кристоф Йохан Баптист Йохан Непомук Руперт Теодор Алойз Карл Фугер фон Бабенхаузен (* 1 юли 1766 в Бабенхаузен; † 20 ноември 1821 в Бабенхаузен), граф на Фугер-Кирхберг-Вайсенхорн, от 1803 г. първият княз на Фугер-Бабенхаузен, женен на 15 октомври 1793 г. в Мозхаузен (днес част от Айтрах) за Мария Антония Елизабета фон Валдбург-Цайл-Вурцах (* 8 март 1774, Бад Вурцах; † 5 октомври 1814, Бабенхаузен)
- Франц Йозеф Йохан Непомук Михаел Станислаус Алойз Фугер-Кирхберг-Вайсенхорн (* 2 май 1768; † 24 февруари 1770)
- Мария Валбурга Йозефа Еуфемия Йохана Непомуцена Радегундис Кресценция Фугер-Кирхберг-Вайсенхорн (* 2 юни 1769; † 22 юни 1770)
- Мария Йозефа Кресценция Валбурга Катарина Аделхайдис Фугер-Кирхберг-Вайсенхорн-Бабенхаузен (* 2 август 1770, Бабенхаузен; + 27 декември 1848, Валдзе), омъжена на 10 януари 1791 г. за княз Йозеф Антон фон Валдбург-Волфег-Валдзее (* 21 февруари 1766; † 3 април 1833, Валдзе)
- Мария Валпурга Франциска Йозефа Кресценция Алойзия Рафаела Фугер-Кирхберг-Вайсенхорн цу Бабенхаузен (* 23 октомври 1771, Бабенхаузен; † 18 юли 1800/1841, Вурцах), омъжена на 15 октомври 1793 г. в Бабенхаузен за наследствен граф Леополд фон Валдбург-Цайл-Вурцах (* 21 юни 1769; † 18 юни 1800 във Вурцах)
- Франц Йозеф Йохан Непомук Фугер-Кирхберг-Вайсенхорн (* 14 ноември 1772; † 22 октомври 1812)
- Йохан Непомук Карл Франц Фугер-Кирхберг-Вайсенхорн (* 23 юни 1774; † 4 септември 1810)
- Карл Николаус Кристоф Фугер-Кирхберг-Вайсенхорн (* 18 декември 1775 – ?)
- Карл Якоб Франц де Паула Фугер-Кирхберг-Вайсенхорн (* 2 април 1777; † 13 юли 1777)
- Карл Антон Сиг(из)мунд Фугер-Кирхберг-Вайсенхорн (* 11 март 1779; † 14 октомври 1802)